# Pinnacle Peak Pictures
Pinnacle Peak Pictures (anciennement Pure Flix) est une société de production cinématographique de films liés au  christianisme évangélique. Son siège est situé à Scottsdale, aux États-Unis.

## Histoire
La société a été fondée sous le nom de Pure Flix en 2005 par David A. R. White, Russell Wolfe, Michael Scott et Elizabeth Travis , ,.  Elle a produit des films comme Dieu n'est pas mort sorti en 2014 et  ou Jésus, l'enquête sorti en 2017 . En 2015, la société a lancé une plateforme de films et séries télévisées en flux continu sur Internet . En novembre 2020, Pure Flix a vendu son service de streaming vidéo à Sony Pictures Entertainment qui l’a inclus dans sa filiale Affirm Films. En 2021, Pure Flix Entertainment a été renommé Pinnacle Peak Pictures .